# Astyanax jacuhiensis
Astyanax jacuhiensis és una espècie de peix de la família dels caràcids i de l'ordre dels caraciformes.

## Morfologia
- Els mascles poden assolir 11 cm de llargària total.[5][6]

## Hàbitat
Viu a àrees de clima tropical.

## Distribució geogràfica
Es troba a Sud-amèrica: Argentina, Brasil i l'Uruguai.